# Czuren
Czuren (bułg. Чурен) – wieś w południowej Bułgarii, w obwodzie Płowdiw i gminie Rodopi.